# Адашкевич, Сергей Александрович
Адашкевич Сергей Александрович (бел. Адашкевіч Сяргей Аляксандравіч; род. 9 сентября 1918 года, дер. Перетятки, Койдановская волость, Западная область) — белорусский художник, скульптор. Член Союза художников СССР.

## Биография
Родился 9 сентября 1918 г. в деревне Перетятки Дзержинского района Минской области. С 1935 по 1937 гг. учился в Витебском художественном училище. После окончания обучения учился 2 года на курсах повышения квалификации под руководством М. А. Керзина, а потом в Горьковском художественном училище с 1939—1941 гг. Впервые проявил себя как художник, оформляя новые здания в г. Минске. С 1950 г. стал заниматься станковой скульптурой. Награждён Грамотой Верховного совета БССР.

## Основные произведения
- «Отстоим мир» (1953);
- «На новые земли»;
- «Песня»;
- «Геолог» (1960).

Ему принадлежат также портреты Риммы Шершневой (1965), П. М. Лепешинского (1969). Выполнил памятник жертвам фашизма в деревне Подаресье Слуцкого района Минской области (1965), а также памятник Франциску Скорине во внутреннем дворике главного корпуса Белорусского государственного университета.